# 爵士鋼琴

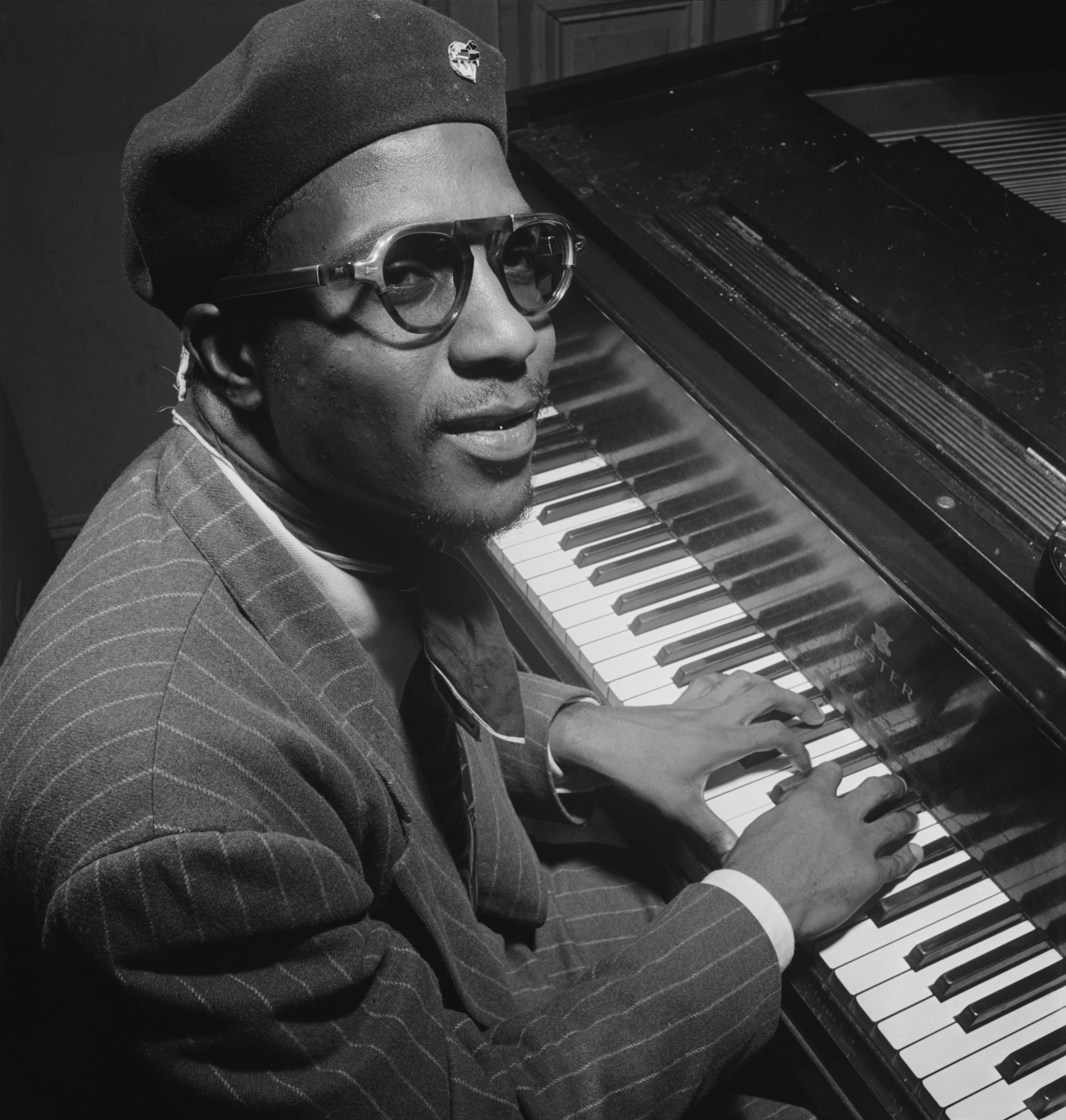
擅長使用不和諧的和聲的鋼琴演奏家塞隆尼斯·孟克，攝於1947年。

爵士钢琴是对钢琴家演奏爵士乐时所应用的技巧的统称。大一点说，该词也可以用在使用同样技巧的任何键盘乐器上。自从其肇始以来，钢琴就是爵士乐的一大组成部分，无论是独奏还是合奏；其角色具有多样性，很大程度上是因为钢琴兼有旋律和和声两大特色。因此，爵士钢琴也是理解爵士乐理论和创作爵士乐的重要工具。在爵士乐中，钢琴也是少有的几个可以演奏和弦的乐器（包括爵士吉他、颤音琴以及其它键盘乐器），而不是仅能发出单音（例如萨克斯管和小号）。

## 技巧
爵士和弦是学习爵士钢琴的基础。西方艺术音乐中使用的和弦，在爵士钢琴中都有体现，如大、小、增、减、六度、七度等等。“摇摆的节奏”也是很重要的技艺。而即兴演奏需要极高的技术。
作为独奏乐器，钢琴演奏有着极多的选择。可以用低音区演奏固定节奏型，也可以进行旋律对位。在大踏步钢琴的风格中，左手进行大幅度的跳跃。这些都可以有更复杂的变体。右手一般演奏旋律线，但也可以加入和声内容（和弦或者八度进行），还可以与左手交叉演奏；后者被喬治·舍齡经常应用。

### 独奏
爵士钢琴的要点之一是保持好的节拍，但也有别的诀窍，使得演奏听起来好像“两只猫在弹琴”（意指造成多名演奏者同时演奏的效果）。戴夫·麦肯那的演奏甚至被人称为“三手摇摆”。
- 第一：要有清晰、摇摆一样的韵律。可以在左手一个弱拍之后，右手立刻弹一个强拍，以模仿镲的效果。许多爵士钢琴演奏家都习惯于使用两手营造这种效果，但其实仅用左手也可以做到有些回响的效果；即用拇指弹奏主要的音，其余的手指则是装饰音。此时“摇摆”的低音旋律线就是拇指演奏出的四分音符，但中间还有许多附点或三连音的装饰效果。在谱子里，基本上从来不会把这些当中的音写下来，因为它们并非恒定不变的，而是“像鬼魂一样”不定的。因此独奏家的演奏也会有暧昧不清的感觉。为了使节奏更为明显，还可能会添加更多中间的装饰音，让旋律混在一起，形成爵士钢琴独有的摇摆效果。速度如果较快，可能会省略一些装饰音。

- 第二：让和声的变化明显。

- 第三：右手演奏旋律性内容。

同时满足三个要求很难，但并非不可能；亦可以将第二和第三加以整合，使右手旋律和声化。
另一个通常使用的方式是将手放成叉子形，两手食指、中指与拇指形成中间组，无名指和小指分别形成左右组。许多爵士钢琴家用左、中、右组分别演奏低、中、高三组旋律。亦可以用右手同时进行旋律和和声，例如演奏家巴里·哈里斯就称用左手演奏和声是过于偷懒的习惯，而更倾向于经常用右手加入和声。

### 合奏
最初，爵士乐就在钢琴上进行演出；后来，钢琴进入了爵士乐队的“节奏部分”，还包括吉他、贝司、鼓等乐器。早期钢琴担任纯粹的打拍子伴奏的角色。但现在已发展到自由、多样，甚至与独奏乐器平起平坐的地位。钢琴可以与独奏乐器进行交流，也可以使用简短的和声和旋律进行伴奏。这第二种伴奏形式叫做"comping"。但自从1940年代起，涌现出许多伟大的钢琴家，钢琴也渐渐很高的地位，也可以在合奏中加入钢琴的独奏。

### 五度循环
在爵士钢琴中，五度循环相当重要，提供了和声上的多样性。一般在旋律的最后四小节，都会有这样的和声进行：III, VI, II, V, I，经过四次转变回到主调。对听者而言，正确的和声进行听起来很顺畅；这样的进行一般都属于上述的四种之一。爵士乐中，通常是一小节一变。最简单的例子是同一个主调和弦可以演奏为“I - V / I”；这样在曲调中就有一个明显的波动。还可以将和声进行加以拓展，或分步进行，好像跳远运动员事先助跑一样。五度循环可以用来改编歌曲。为歌曲配和声的时候，尤其是没有特别复杂旋律线的歌曲，也可以采用部分五度循环的方式，即截取其中的几个进行模式与适合的旋律相配。